# ياسر فرج
ياسر فرج (25 يونيو 1973 -)، ممثل مصري. كان أول ظهور له في مسلسل عباس الأبيض في اليوم الأسود.

## أعماله

### أفلام
- أحلام عمرنا مع منى زكي ومصطفى شعبان.
- عبده مواسم مع محمد لطفي وعلا غانم.
- خليج نعمة (دور صغير).
- نمس بوند مع هاني رمزي
- غرفة 707 مع مجدي كامل
- الأكاديمية مع نادر حمدي و((أحمد الشامي))
- ابقي قابلني مع حسن حسني و سليمان عيد
- عايشين اللحظة مع ايساف
- ليلة في الجحيم مع محمد نجاتي

### مسلسلات
- بدارة (مسلسل) [2]
- القاتل الذى أحبني
- النمر
- عباس الأبيض في اليوم الأسود
- ليالي
- أفراح إبليس جزء اول
- قضية نسب
- علي يا ويكة
- على نار هادئة
- سارة
- حبيب الروح
- بنت بنوت
- أكتوبر الآخر
- طيري يا طيارة
- صاحب السعادة
- حالة عشق
- أزمة نسب
- السلطان والشاه
- أفراح ابليس 2
- مصطفي مشرفة
- اهل الدنيا
- اجنحة الشمس
- أوراق مصرية
- عرب لندن
- علي باب مصر
- الحسن البصري
- القضاء في الإسلام
- الوتد
- سيعيكم مشكور
- الليلة الثانية بعد الألف
- قمر سبتمبر

## روابط خارجية
- ياسر فرج على موقع الدهليز
- ياسر فرج على موقع قاعدة بيانات الأفلام العربية